# 風来坊探偵 岬を渡る黒い風
『風来坊探偵 岬を渡る黒い風』（ふうらいぼうたんてい みさきをわたるくろいかぜ、Wandering Detective: Black Wind in the Harbor）は、1961年の日本映画。主演：千葉真一、監督：深作欣二、製作：ニュー東映、モノクロ・シネマスコープ、60分。『風来坊探偵シリーズ』の第二作である。

## 概要
ウィンチェスターM1892を愛用する風来坊探偵が、壮大な海で次々発生する沈没の調査を始め、その原因・真相を究明しようと、凶悪残忍なる密輸団と獅子奮迅に戦うアクション、危機迫るサスペンス、そして意外な首魁とミステリが織り込まれた物語。謎を解き明かす主人公に扮する千葉真一は、推理に秀でて射撃・格闘の達人である若き名探偵を軽快かつ朗らかに演じ、殴打だけなく蹴り技を取り入れたスピーディーな格闘シーンや、ウィンチェスターM1892の早撃ちも見どころとなっている。
千葉真一とルガーP08を手にするライバルの曽根晴美は、前作と同じく“拳銃コンビ”と命名されている。父親の代わりに調査を依頼する娘に北原しげみ、水産研究所の事務員で依頼人の友人に小林裕子、所長に宇佐美淳也、研究員に小野良、研究所の出資者に須藤健、その秘書に故里やよい、地廻りの親分に永田靖、その子分に関山耕司・佐藤晟也らが配役された。

## ストーリー
風来坊探偵こと西園寺五郎は、依頼を選り好みしていたせいで、仕事が無く、昼間から事務所で寝ていた。そこに房総半島の新岬港で江藤漁業を経営する江藤重吉の娘・慎喜子が訪ねてくる。江藤漁業は持ち船が次々難破して、5人の犠牲者を出していた。その海難事故は、なぜか時化の金曜日に必ず勃発していたので、重吉は不審に思い、慎喜子を五郎の元へ行かせたのだ。状況説明と調査依頼を聞いていた五郎は、外に気配を感じ、扉を開ける。しかし廊下には、絵具のチューブが1本落ちていたのみで、人影は見当たらない。五郎は謎めいた事件に興味を示し、慎喜子が尾行されていたので、警護も兼ね、一緒に新岬港へ向かう。

## キャスト
- 千葉真一 - 西園寺五郎

- 曽根晴美 - ジョーカーの鉄
- 北原しげみ - 江藤慎喜子
- 小林裕子 - 中野千代子
- 故里やよい - 羽鳥紫都子
- 宇佐美淳也 - 南条昌太郎
- 松本克平 - 江藤重吉
- 須藤健 - 多々良大造
- 永田靖 - 堀越剛之助
- 小野良 - 五味健二
- 関山耕司 - ガチャメの六
- 佐藤晟也 - バックリの辰
- 久地明 - 堀越の子分A
- 小嶋一郎 - 加倉井純平
- 相馬剛三 - 堀越の子分B
- 沢田実 - 堀越の子分C
- 九十九茂世 - 密輸団員B
- 加具川晴男 - 密輸団員C
- 渡辺淳二 - 密輸団員D
- 山之内修 - 密輸団員A

## スタッフ
- 監督 - 深作欣二

- 企画 - 佐藤正道
- 脚本 - 松原佳成・神波史男
- 撮影 - 飯村雅彦
- 録音 - 内田陽造
- 照明 - 原田政重
- 美術 - 北川弘
- 音楽 - 池田正義
- 編集 - 鈴木寛
- 助監督 - 小西通雄
- 進行主任 - 白浜汎城

## 製作
舞台となった房総半島は、南房総の海岸・漁村・漁港でロケーション撮影が成されている。西園寺五郎とジョーカーの鉄が初めて対峙したのは白浜町 (千葉県) のドンドン岩、決闘をしたのはいすみ市の釣師海岸、江藤漁業は乙浜漁港、堀越海運は千倉漁港、南房水産研究所は白浜のホテルなどで、撮影が行われた。『ファンキーハットの快男児 二千万円の腕』のロケでも千倉白浜とその周辺が選ばれており、両作の進行主任を担った白浜汎城はこの地域を選んだ理由の一つに、大勢の俳優・スタッフが宿泊できるメリットを挙げている。釣師海岸を気に入った深作欣二は後に『軍旗はためく下に』、『復活の日』、『魔界転生』でも同海岸でロケをした。